# Объединённый береговой технологический комплекс
Объединенный береговой технологический комплекс (ОБТК) — комплекс сооружений для первичной обработки газа и конденсата, полученных на Лунском месторождении, до передачи их по трубопроводу на терминал отгрузки нефти и завод СПГ, расположенные в комплексе «Пригородное» на острове Сахалин.
Построен в рамках проекта «Сахалин-2», расположен на северо-восточном побережье острова Сахалин.
Через ОБТК проходят также нефть и попутный газ, добытые на морских платформах Пильтун-Астохского месторождения (платформы «Пильтун-Астохская — Б» (ПА-Б) и «Моликпак» (ПА-A)).

## Объекты ОБТК
- Ёмкости на входе;
- Установки разделения трёхфазного продукта;
- Оборудование для стабилизации конденсата;
- Оборудование для осушки газа и средства контроля точки росы;
- Компрессоры для сжатия газа мгновенного испарения.

На территории ОБТК располагается также насосно-компрессорная станция № 1 (НКС1). В неё входят газопроводная компрессорная станция и нефтепроводная насосная станция.

## Показатели деятельности
В 2018 году производительность ОБТК составила 48 млн м³ газа и 15 тыс. т (114 тыс. барр.) нефти и конденсата в сутки.